# Корикос
Корикос (Корик, греч. Κώρυκος, лат. Corycus, арм. Կոռիկոս, тур. Kız Kalesi) — город-крепость, один из торговых центров в Киликийском армянском царстве. На сегодняшний день крепость расположена на территории турецкого города Кызкалеси в районе Эрдемли провинции Мерсин.

## История
Точно неизвестно, когда было основано первое поселение. Город в разное время находился под контролем римлян, византийцев и сменивших их в XI веке армян.

### В составе Киликийского армянского царства
После оставления Корикоса византийцами, армяне, построив ряд башен и стен, реконструировали фортификационные сооружения как на побережье, так и на острове Крамбуса. Заново отстроенный и укреплённый город стал наряду с Айасом важным морским торговым центром Киликийского армянского царства. Незадолго до смерти Тороса II с целью исследования еврейских общин мира, через армянское государство проезжал испанский раввин Вениамин Тудельский.

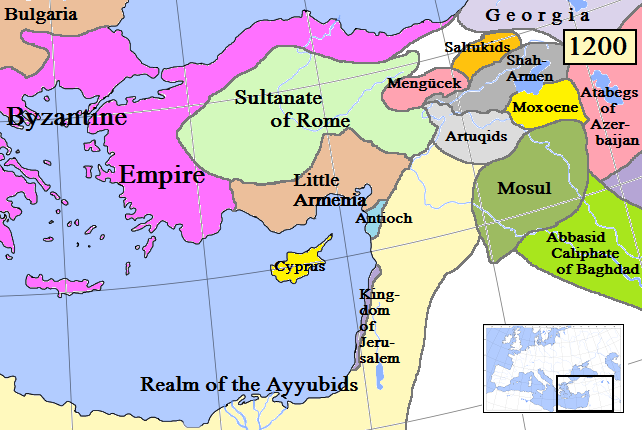
Киликийское армянское царство к 1200 году.

Прибыв в Корикос ориентировочно в 1167 году, он отмечал:
Корикос — это начало страны, называемой Арменией, граница империи Тороса, властелина гор и царя Армении

В 1211 — 1212 годах легат Вильден Ольденбургский, путешествующий по наказу Оттона IV в Иерусалим, побывав в стране армянской, так описал Корикос:
Его постройки и сегодня кажутся чудесными…и заслуживают сравнения с римскими строениями и руинами
В городе жил и работал учёный Хетум Патмич. Его сын Ошин в 1320 году, став регентом двенадцатилетнего армянского короля Левона IV, выдав за последнего свою дочь Алису, узурпировал власть в стране. В XIV веке среди армянского населения Киликии активизируются католические миссионеры, в результате их деятельности, по указу папы, в армянском царстве образуется епископство католической церкви. В 1328 году резиденция епископа католической церкви была перенесена из Аяса в Корикос. Несмотря на то, что армяне большей частью ревностно относились к тем, кто сменил национальное вероисповедание на католичество, в бытовом плане верующие обоих течений христианства уживались довольно хорошо. Приблизительно в 1360 году эмир Алеппо Бек Тимур с египетским войском, захватив Тарс и Адану, вторгся в Киликию. C этого момента армянское королевство Киликии не имело доступ к морю. Всё побережье, кроме не покорившегося Корикоса, находилось в руках мусульман. Будучи отрезанными от основных войск армянского царя, армяне крепости прекрасно понимали, что рано или поздно остров падёт. На созванном по этому случаю совете, после очередной отбитой атаки мамлюков, было решено передать город под контроль короля Кипра Пьера I.

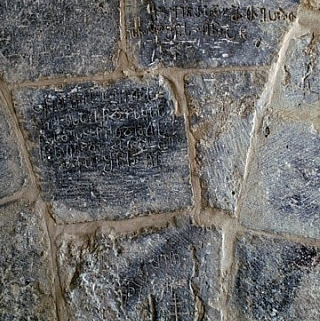
Надпись на армянском языке в пещерном некрополе V-VI веков, близ крепости Корикос.

### В составе Кипрского королевства
Став частью Кипрского королевства, Корикос оставался его континентальным придатком вплоть до 1448 года. В 1432 году гасконец Бертрандон де Ла Брокьер предпринял путешествие в Киликию. Прибыв в Тарс, он отмечал, что тот находится в шестидесяти милях от Корикоса, замка на море, принадлежавшего кипрскому королю. Находясь под властью кипрского короля, не уделявшего особого внимания городу, крепость утрачивает былое значение. В виду потери городом торгового статуса и непрекращающихся нападений мусульман армяне начали массово покидать крепость, перебираясь в христианские страны Европы. В 1448 году опустевшая и измотанная боями крепость была захвачена караманидами. После падения острова город-крепость, лишившись последних поселенцев, окончательно опустел.

## Надписи
В Корикосе помимо богатого армянского и византийского архитектурного наследия в большом количестве имеются армянские и греческие надписи, имеющие важное значение. В 1852—1853 годах французский востоковед и арменовед Виктор Ланглуа, побывав в Киликии, посетил крепость Корикос. Здесь им были обнаружены надписи царствования Левона I и Хетума I. Об армянских надписях Корикоса говорилось также в Guide d’Asie Mineure, опубликованном в 1895 году британским издательством «Мюрей». Автор путеводителя, нобелевский лауреат Чарлз Вильсон собственноручно зарисовал опубликованные надписи

## Сеньоры Корикоса
- (1198/1199 годы) Симон
- 1210—1212 годы Ваграм

Хетумиды
- ???? — 1264 годы Ошин I, сын Константина Баберонского
- 1264—1280 годы Константин I, сын Ошина I
- ???? — 1314 годы Хетум Патмич, сын Ошина I
- 1314—1329 годы Ошин II, сын Хетума

Лузиньяны
- 1336—1344 годы Боэмонд, сын Амори Тирского

## Известные уроженцы
- Хетум Патмич — армянский учёный.
- Ошин II — регент двенадцатилетнего армянского короля Левона V[11].
- Мария из Корикоса[англ.] (en:Marie of Korikos) — жена короля Костандина IV[6].